# Joyce Redman
Pour les articles homonymes, voir Redman (homonymie).
Joyce Redman est une actrice irlandaise née le 9 décembre 1915 à Newcastle upon Tyne et morte le 10 mai 2012.
Elle est inhumée à Faversham.

## Filmographie
Cinéma
- 1941 : Spellbound : Townswoman
- 1942 : Un de nos avions n'est pas rentré (One of Our Aircraft Is Missing) : Jet van Dieren
- 1963 : Tom Jones, de Tony Richardson : Jenny Jones (Mrs. Waters)
- 1965 : Othello, de Stuart Burge : Emilia
- 1968 : Prudence et La Pilule (Prudence and the pill) de Fielder Cook : Grace Hardcastle
- 1985 : A Different Kind of Love : Mrs. Prior

Télévision
- 1978 : Les Misérables (Les Miserables) de Glenn Jordan